# Israel (canção)
"Israel" é uma canção dos Bee Gees lançada como single em 1971.
É uma balada rock que inicia com um pequena introdução solo de piano de Maurice Gibb. É quase inteiramente cantada por Barry Gibb, mas traz no refrão os três irmãos Gibb cantado em harmonia as palavras "Israel, Israel, Israel". O objeto da letra é "Israel", não se sabe precisar se uma pessoa ou o país, e é uma declaração apaixonada do eu-lírico, que diz que, apesar dos problemas de Israel, o que ele quer é estar nos braços dele.
Foi o 3º single do álbum Trafalgar, editado em vários países europeus pouco antes do lançamento do álbum To Whom It May Concern, em 1972. Alcançou o 22º lugar nos Países Baixos.
Em Israel, esta canção foi lançada como o 1º single do álbum Trafalgar, ainda em 1971, em lugar de "How Can You Mend a Broken Heart", restando esta como Lado B do compacto. Aí, não pontuou nas paradas.

## Faixas
| 7" (Polydor 2058 235 (1972)) () |                |                |         |  |
| N.º                             | Título         | Compositor(es) | Duração |  |
| 1.                              | "Israel"       | B. Gibb        | 3:54    |  |
| 2.                              | "Dearest"      | B. & R. Gibb   | 3:52    |  |
| Duração total:                  | Duração total: | Duração total: | 7:46    |  |

| 7" (Polydor 2058 115 (1971)) () |                                   |                |         |  |
| N.º                             | Título                            | Compositor(es) | Duração |  |
| 1.                              | "Israel"                          | B. Gibb        | 3:54    |  |
| 2.                              | "How Can You Mend a Broken Heart" | B. & R. Gibb   | 3:58    |  |
| Duração total:                  | Duração total:                    | Duração total: | 7:52    |  |

## Posições nas Paradas
| Parada               | Posição | Data de pico |
| -------------------- | ------- | ------------ |
| Países Baixos (NVPI) | 22      | 03 jun. 1972 |

## Ficha Técnica
- Barry Gibb — vocal, guitarra rítmica
- Robin Gibb — vocal
- Maurice Gibb — vocal, baixo, piano, guitarra rítmica, órgão
- Geoff Bridgeford — bateria
- Alan Kendall — guitarra solo